# 美山町立葛原小学校草木分校
美山町立葛原小学校草木分校（みやまちょうりつ くずはらしょうがっこう　くさきぶんこう）は、かつて岐阜県山県郡美山町（現・山県市）に存在した公立小学校の分校

## 概要
- 葛原小学校の分校であり、旧・葛原村の西部の草木地区に設置されていた。1960年時点の児童数は22名。

## 沿革
美山町史によると、明治19年、明治30年葛原村の小学校の記述には、草木分校に該当する学校・分教場は無く、記述があるのは1949年以降である。山県郡志に「明治5年に葛原村字奥峠に弘明舎支校が開校」との記述があり、この弘明舎支校を前身とし、早い時期に廃校となり未認可校として存続。昭和初期に認可されたとも推測できる。
- 1949年（昭和24年）10月 - 葛原村立葛原小学校草木分校の校舎を改築する。
- 1955年（昭和30年）4月1日 - 山県郡谷合村、富波村、葛原村、北山村、北武芸村、西武芸村および武儀郡乾村と合併し美山村が発足。同時に美山村立葛原小学校草木分校に改称する。
- 1964年（昭和39年）4月1日 - 美山村が町制施行し美山町となる。同時に美山町立葛原小学校草木分校に改称する。
- 1965年（昭和40年）
  - 2月23日 - 美山町議会で草木分校を廃止が決定する。
  - 3月31日 - 廃校。